# Daniela Meuli
Daniela Meuli (ur. 6 listopada 1981 w Davos) – szwajcarska snowboardzistka, mistrzyni olimpijska, mistrzyni świata i zdobywczyni Pucharu Świata.

## Kariera
Po raz pierwszy na arenie międzynarodowej pojawiła się 16 grudnia 2000 roku w Bad Gastein, gdzie w zawodach Pucharu Europy zajęła 17. miejsce w slalomie równoległym (PSL). W 2001 roku wystąpiła na mistrzostwach świata juniorów w Nassfeld, gdzie zwyciężyła w tej konkurencji, a w gigancie równoległym (PGS) była szósta.
W zawodach Pucharu Świata zadebiutowała 7 stycznia 2001 roku w Kreischbergu, zajmując siódme miejsce w PSL. Tym samym już w swoim debiucie wywalczyła pierwsze pucharowe punkty. Pierwszy raz na podium zawodów tego cyklu stanęła nieco ponad rok później, 8 stycznia 2002 roku w Arosie, wygrywając rywalizację w PGS. W zawodach tych wyprzedziła Włoszkę Marion Posch i Francuzkę Karine Ruby. Łącznie 39 razy stawała na podium zawodów PŚ, odnosząc przy tym 22 zwycięstwa: 15 w gigancie równoległym i 7 slalomie równoległym). Najlepsze wyniki osiągnęła w sezonie 2005/2006, kiedy triumfowała w klasyfikacji generalnej oraz klasyfikacji PAR. W klasyfikacji PAR zwyciężała także w sezonach 2003/2004 i 2004/2005.
Na mistrzostwach świata w Whistler zdobyła złoty medal w slalomie równoległym, wyprzedzając dwie Austriaczki: Heidi Neururer i Doresię Krings. Na tych samych mistrzostwach była też szósta w gigancie równoległym. Podczas rozgrywanych dwa lata wcześniej mistrzostw świata w Kreischbergu zajęła odpowiednio 22. i 10. miejsce. W 2002 roku wystartowała na igrzyskach olimpijskich w Salt Lake City, gdzie zajęła 20. miejsce w PGS. Brała też udział w igrzyskach w Turynie w 2006 roku, zdobywając złoty medal w tej samej konkurencji. W zawodach tych wyprzedziła Niemkę Amelie Kober i Rosey Fletcher z USA.
W 2006 roku zakończyła karierę.

## Osiągnięcia

### Igrzyska olimpijskie
| Miejsce | Dzień     | Rok  | Miejscowość    | Konkurencja       | Zwyciężczyni   |
| ------- | --------- | ---- | -------------- | ----------------- | -------------- |
| 20.     | 15 lutego | 2002 | Salt Lake City | Gigant równoległy | Isabelle Blanc |
| 1.      | 23 lutego | 2006 | Turyn          | Gigant równoległy | -              |

### Mistrzostwa świata
| Miejsce | Dzień       | Rok  | Miejscowość | Konkurencja       | Zwyciężczyni    |
| ------- | ----------- | ---- | ----------- | ----------------- | --------------- |
| 10.     | 13 stycznia | 2003 | Kreischberg | Gigant równoległy | Ursula Bruhin   |
| 22.     | 15 stycznia | 2003 | Kreischberg | Slalom równoległy | Isabelle Blanc  |
| 5.      | 18 stycznia | 2005 | Whistler    | Gigant równoległy | Manuela Riegler |
| 1.      | 19 stycznia | 2005 | Whistler    | Slalom równoległy | -               |

### Puchar Świata

#### Miejsca w klasyfikacji generalnej
- sezon 2000/2001: 91.
- sezon 2001/2002: -
- sezon 2002/2003: -
- sezon 2003/2004: -
- sezon 2004/2005: -
- sezon 2005/2006: 1.

#### Miejsca na podium
1. Arosa – 8 stycznia 2002 (gigant równoległy) – 1. miejsce
2. Tandådalen – 6 grudnia 2002 (gigant równoległy) – 3. miejsce
3. Stoneham – 20 grudnia 2002 (gigant równoległy) – 2. miejsce
4. Maribor – 8 lutego 2003 (gigant równoległy) – 2. miejsce
5. Sölden – 18 października 2003 (gigant równoległy) – 3. miejsce
6. Sölden – 19 października 2003 (slalom równoległy) – 2. miejsce
7. Landgraaf – 26 października 2003 (slalom równoległy) – 1. miejsce
8. Tandådalen – 4 grudnia 2003 (gigant równoległy) – 1. miejsce
9. Whistler – 12 grudnia 2003 (gigant równoległy) – 2. miejsce
10. Stoneham – 21 grudnia 2003 (gigant równoległy) – 3. miejsce
11. L’Alpe d’Huez – 10 stycznia 2004 (gigant równoległy) – 1. miejsce
12. L’Alpe d’Huez – 11 stycznia 2004 (gigant równoległy) – 2. miejsce
13. Maribor – 2 lutego 2004 (gigant równoległy) – 1. miejsce
14. Berchtesgaden – 8 lutego 2004 (gigant równoległy) – 1. miejsce
15. Sapporo – 20 lutego 2004 (gigant równoległy) – 1. miejsce
16. Mount Bachelor – 5 marca 2004 (gigant równoległy) – 1. miejsce
17. Bardonecchia – 14 marca 2004 (gigant równoległy) – 1. miejsce
18. Landgraaf – 24 października 2004 (slalom równoległy) – 1. miejsce
19. Kronplatz – 4 grudnia 2004 (gigant równoległy) – 2. miejsce
20. Bad Gastein – 17 grudnia 2004 (slalom równoległy) – 2. miejsce
21. Petersburg – 7 stycznia 2005 (slalom równoległy) – 1. miejsce
22. Maribor – 2 lutego 2005 (gigant równoległy) – 1. miejsce
23. Winterberg – 6 lutego 2005 (slalom równoległy) – 1. miejsce
24. Sapporo – 18 lutego 2005 (gigant równoległy) – 1. miejsce
25. Sapporo – 19 lutego 2005 (slalom równoległy) – 1. miejsce
26. Sungwoo – 25 lutego 2005 (slalom równoległy) – 1. miejsce
27. Lake Placid – 3 marca 2005 (gigant równoległy) – 1. miejsce
28. Tandådalen – 16 marca 2005 (gigant równoległy) – 3. miejsce
29. Landgraaf – 7 października 2005 (slalom równoległy) – 3. miejsce
30. Sölden – 15 października 2005 (gigant równoległy) – 3. miejsce
31. Le Relais – 17 grudnia 2005 (gigant równoległy) – 3. miejsce
32. Le Relais – 18 grudnia 2005 (gigant równoległy) – 1. miejsce
33. Kreischberg – 8 stycznia 2006 (gigant równoległy) – 1. miejsce
34. Kronplatz – 15 stycznia 2006 (gigant równoległy) – 1. miejsce
35. Nendaz – 22 stycznia 2006 (slalom równoległy) – 2. miejsce
36. Szukołowo – 1 marca 2006 (slalom równoległy) – 1. miejsce
37. Petersburg – 3 marca 2006 (slalom równoległy) – 3. miejsce
38. Lake Placid – 9 marca 2006 (gigant równoległy) – 2. miejsce
39. Petersburg – 3 marca 2006 (slalom równoległy) – 3. miejsce

- W sumie 22 zwycięstwa, 9 drugich i 8 trzecich miejsc.